# Contarex

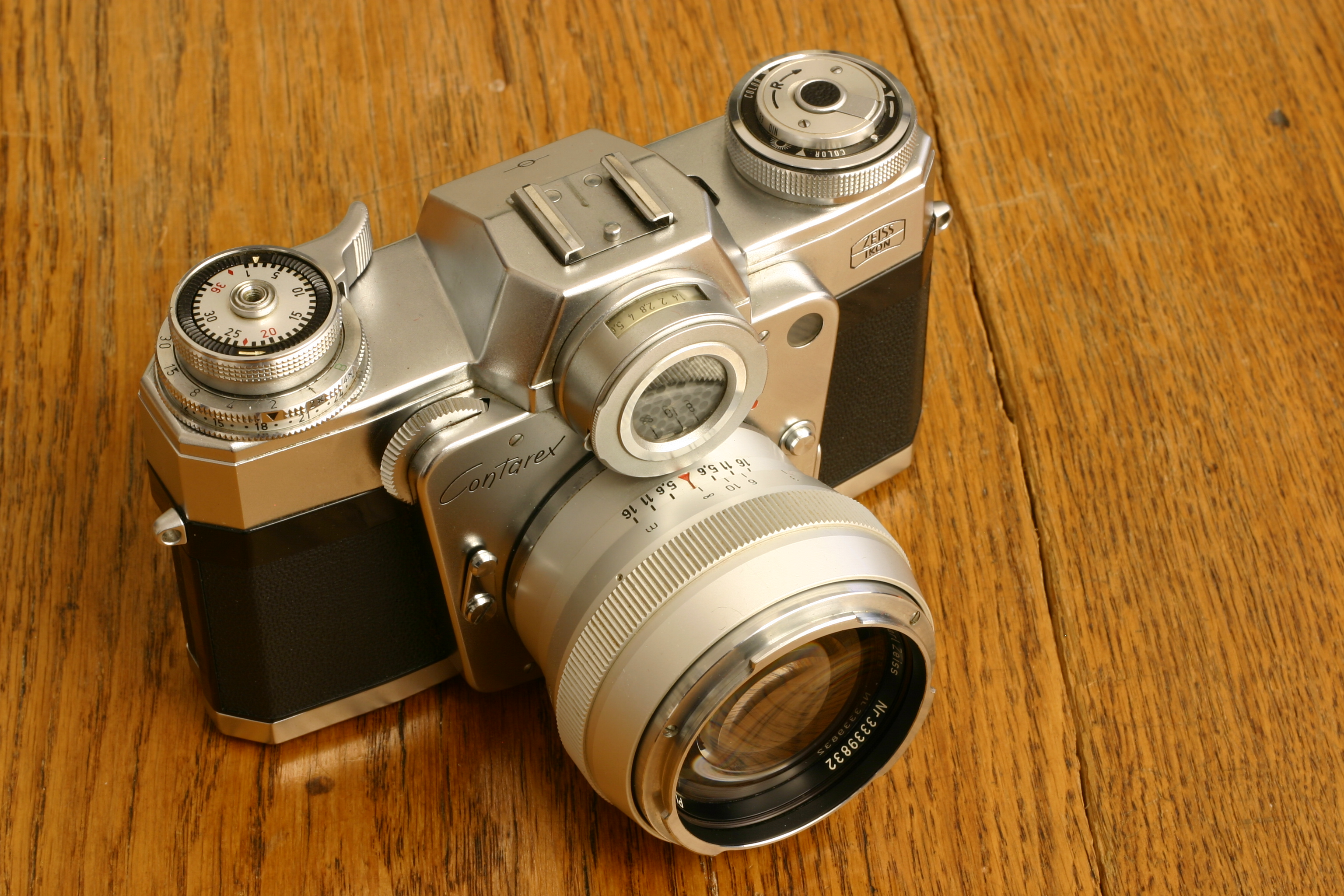
Die Spiegelreflexkamera Zeiss Contarex (Modell I oder „Bull’s Eye“)

Die Contarex ist eine Kleinbild-Spiegelreflexkamera, die von der Zeiss Ikon AG, Stuttgart, in den 1960er Jahren produziert wurde. Sie gilt als eine der aufwändigsten und solidesten Kleinbild-Spiegelreflexkameras, die je gebaut wurden. Contarex-Modelle wurden z. B. im Jahr 1961 zu Preisen von 1224 DM (Contarex mit Zeiss Tessar 1:2,8/50 mm) bis 1660 DM (mit Zeiss Planar 1:1,4/55 mm) angeboten. Wegen der sehr hohen Entwicklungs- und Herstellungskosten war das Contarex-System kein wirtschaftlicher Erfolg für den Hersteller. Die Contarex genoss international einen guten Ruf. Eine modifizierte Contarex wurde von Astronaut Edward White beim Außenbordeinsatz während des Gemini 4 Fluges der NASA am 3. Juni 1965 verwendet.

## Modelle

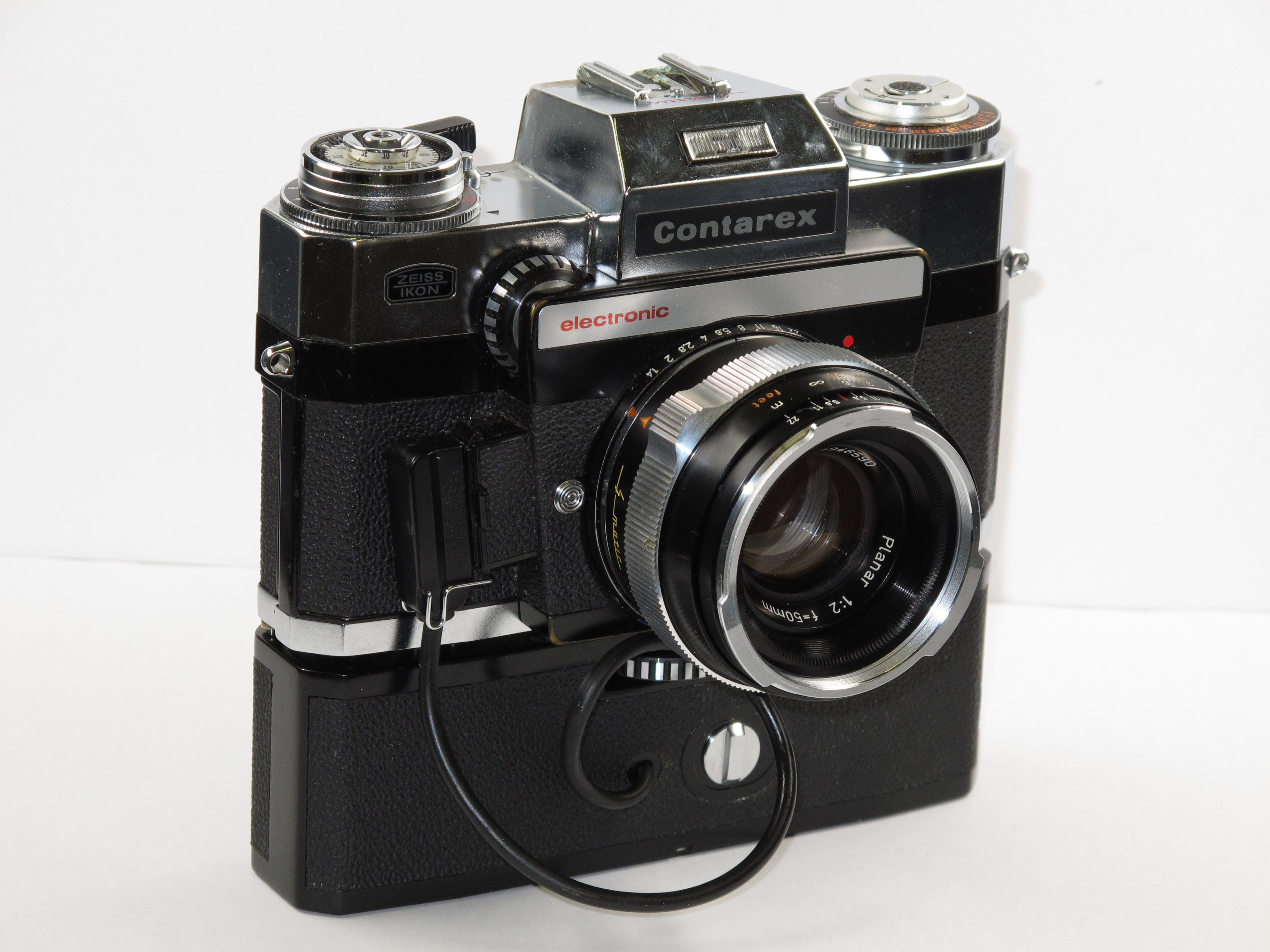
Contarex SE mit Motorantrieb

Es gab fünf verschiedene Modelle der Contarex. Das erste Modell, heute als Contarex I bezeichnet, wird von Sammlern auch  „Bullaugen-Contarex“ oder engl. „Bull’s Eye Contarex“ (auch „Cyclops“) genannt, nach dem runden Fenster des Selenzellen-Belichtungsmessers mittig über dem Objektiv. Das Modell wurde von 1959 bis 1966 hergestellt.
Das Modell Contarex Spezial (1960–63) verfügte über ein auswechselbares Suchersystem. Lieferbar waren Prismenaufsatz, Lichtschacht, Fresnel-Linse mit Schnittbildindikator oder Vollmattscheibe. Ein Belichtungsmesser war nicht eingebaut.
Die Contarex P („professional“) (1966–67) besaß schon das neuere Gehäuse der späteren Contarex S, hatte im Gegensatz zu dieser aber keinen Belichtungsmesser.
Die ab 1967 gelieferte Contarex S hatte eine neu entwickelte CdS-Belichtungsmessung durch das Objektiv, mit der man wichtige Bildpartien gezielt messen konnte.
Spitzenmodell war die Contarex SE („super electronic“, ab 1968), die weltweit erste Spiegelreflexkamera, bei der die Verschlusszeiten nicht mechanisch, sondern elektronisch gebildet wurden. Eine solche Kamera kostete im Jahr 1969 mit Zeiss Planar-Objektiv 1,4/55 mm 3060 DM.

## Objektive

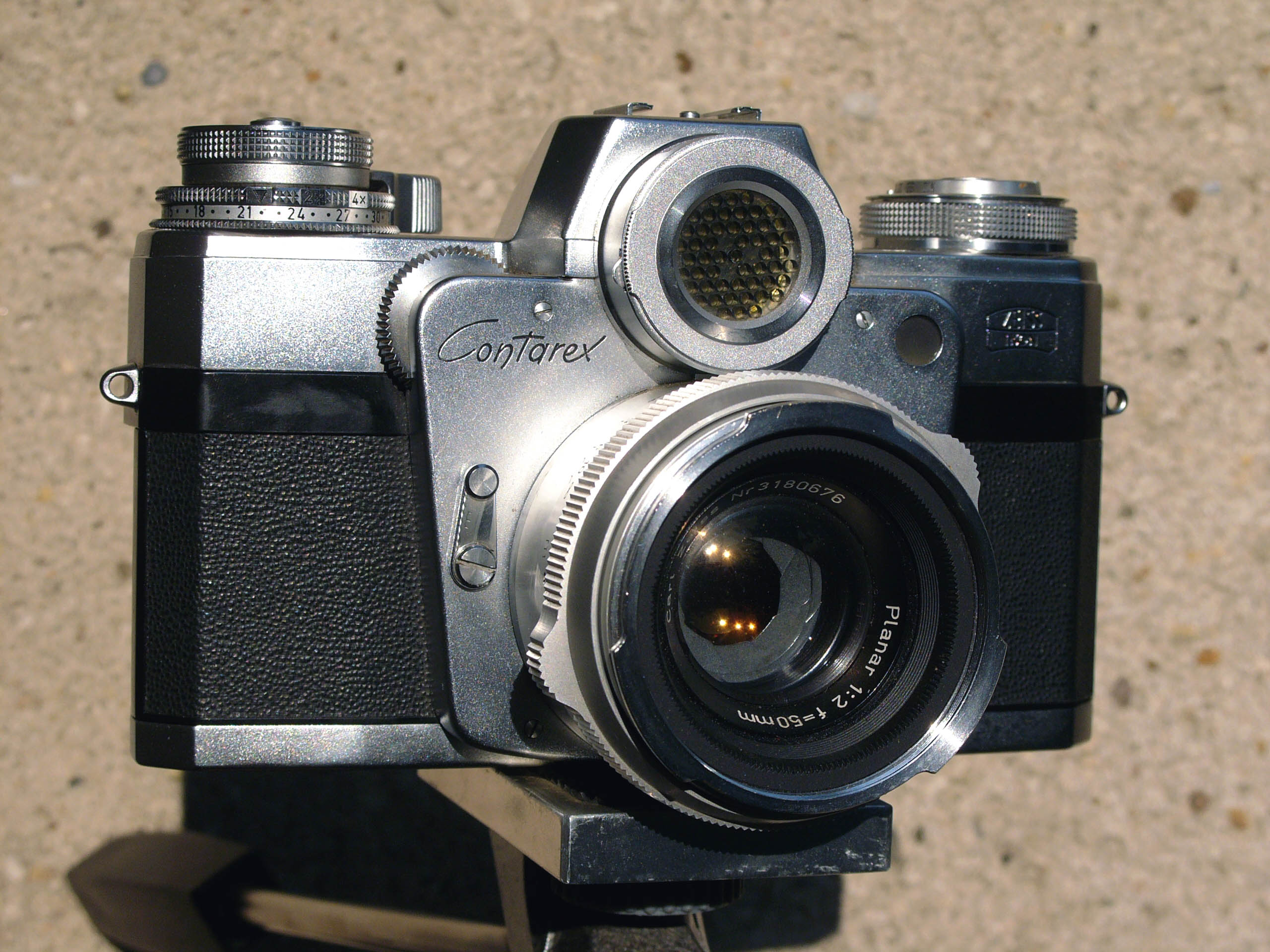
Planar 1:2/50 mm an einer Contarex I

Für die Contarex, die über einen Bajonettanschluss verfügt, gab es anfangs zehn Wechselobjektive von 21 bis 250 mm Brennweite. Sieben weitere Wechselobjektive wurden auf der photokina 1963 vorgestellt, darunter ein Spiegellinsenobjektiv mit 1000 mm Brennweite. Ab 1967 gab es insgesamt 18 Wechselobjektive; das größte Weitwinkelobjektiv hatte 100° Bildwinkel mit 18 mm Brennweite.
Auswahl:
- Zeiss Distagon 1:4/18 mm, 1:2,8/25 mm und 1:2,0/35 mm
- Zeiss Tessar 1:2,8/50 mm
- Zeiss Planar 1:2/50 mm und 1:1,4/55 mm
- Zeiss Sonnar 1:2,0/85 mm und 1:4/135 mm
- Zeiss Olympia-Sonnar 1:2,8/135 mm
- Zeiss Olympia-Sonnar 1:2,8/180 mm und 1:4/250 mm mit Schnellfokussierung Handgriff
- Zeiss Mirotar 1:4,5/500 mm und 1:5,6/1000 mm
- Zeiss Vario-Sonnar 1:2,8/40–120 mm und 1:4/80–250 mm

## Wechselmagazin
Die normale Kamerarückwand konnte gegen ein Wechselmagazin für übliche 135er-Filmpatronen bis zu 36 Aufnahmen oder aber gegen ein voluminöseres 17-m-Filmmagazin zur fortlaufenden Belichtung von bis zu 450 Bildern ausgetauscht werden. Dank lichtdichter Konstruktion konnte man ohne Dunkelkammer und Bildverlust die Magazine mit teil-belichteten Filmen tauschen und so zwischen verschiedenen Filmarten wechseln, unterstützt durch ein eigenes Bildzählwerk und eine Filmmerkscheibe je Magazin.
Die Wechselmagazine waren auch an der Weitwinkel-Kamera "ZEISS-IKON Hologon ultrawide" verwendbar.

## Zubehör
Für die SE gab es eine elektrische Fernbedienung, mit der über eine Distanz bis zu 50 m die Belichtungszeit eingestellt und ausgelöst werden konnte. Das war allerdings nur sinnvoll in Verbindung mit dem motorischen Filmtransport (Motorantrieb), den es ebenfalls zum Ansetzen am Kameraboden gab. Dessen Geschwindigkeit war allerdings nicht sehr hoch, er schaffte zwei Bilder pro Sekunde.